# Сене-Пурнас
Сене́-Пурна́с (рос. Сене-Пурнас, башк. ҫене Пурнаҫ) — присілок у складі Біжбуляцького району Башкортостану, Росія. Входить до складу Михайловської сільської ради.
Населення — 15 осіб (2010; 37 в 2002).
Національний склад:
- чуваші — 78 %